# カナダ (戦列艦)
カナダ（HMS Canada）はウィリアム・ベートリー設計のカナダ級74門3等戦列艦。1765年9月17日にウリッジ工廠で進水した。